# Hikaru Masai
Hikaru Masai (政井光 Masai Hikaru), også kendt blot som Hikaru (født 2. juli 1987 i Toyama) er en japansk sangerinde.

## Biografi
Hikaru Masai har været medlem i den japanske pigegruppe Kalafina sammen med Wakana Ōtaki og Keiko Kubota siden gruppen debuterede i 2007.

## Diskografi

### Studioalbum
- Seventh Heaven (2009)
- Red Moon (2010)
- After Eden (2011)
- Consolation (2013)
- Far on the Water (2015)